# Tina Snow
Tina Snow é o segundo EP da rapper americana Megan Thee Stallion. Foi lançado em 11 de junho de 2018, pela 1501 Certified Entertainment e 300 Entertainment. O single "Big Ole Freak", marca a primeira entrada da rapper nas paradas musicais, ocupou altas posições na Billboard Hot 100 dos EUA. O alter ego "Tina Snow" foi inspirado no alter ego de Pimp C, "Tony Snow".

## Faixas

#### Tina Snow – Edição Padrão[3]
| N.º            | Título                          | Duração |  |
| 1.             | "WTF I Want"                    | 2:17    |  |
| 2.             | "Hot Girl"                      | 3:16    |  |
| 3.             | "Good At"                       | 3:50    |  |
| 4.             | "Freak Nasty"                   | 2:53    |  |
| 5.             | "Cognac Queen"                  | 3:42    |  |
| 6.             | "Neva"                          | 2:35    |  |
| 7.             | "Big Ole Freak"                 | 3:34    |  |
| 8.             | "Tina Montana"                  | 2:51    |  |
| 9.             | "Make a Bag" (com Moneybagg Yo) | 2:16    |  |
| 10.            | "Cocky AF"                      | 2:57    |  |
| Duração total: | Duração total:                  | 30:16   |  |